# Сахарово (Московская область)
Сахарово — деревня в Сергиево-Посадском районе Московской области, в составе муниципального образования Сельское поселение Шеметовское (до 29 ноября 2006 года входила в состав Ченцовского сельского округа).

## Население
| 2002 | 2006 | 2010 |
| ---- | ---- | ---- |
| 4    | ↗6   | ↘3   |

## География
Сахарово расположено примерно в 28 км (по шоссе) на север от Сергиева Посада, на правом берегу реки Перемойка, правом притоке реки Дубна, высота центра деревни над уровнем моря — 198 м. Деревня связана автобусным сообщением с райцентром и соседними населёнными пунктами (остановка в прилегающей с юго-востока. На 2016 год в деревне зарегистрировано 1 садовое товарищество.